# Acianthera saurocephala
Acianthera saurocephala  es una especie de orquídea epifita que se encuentra en  la Mata Atlántica en Brasil.

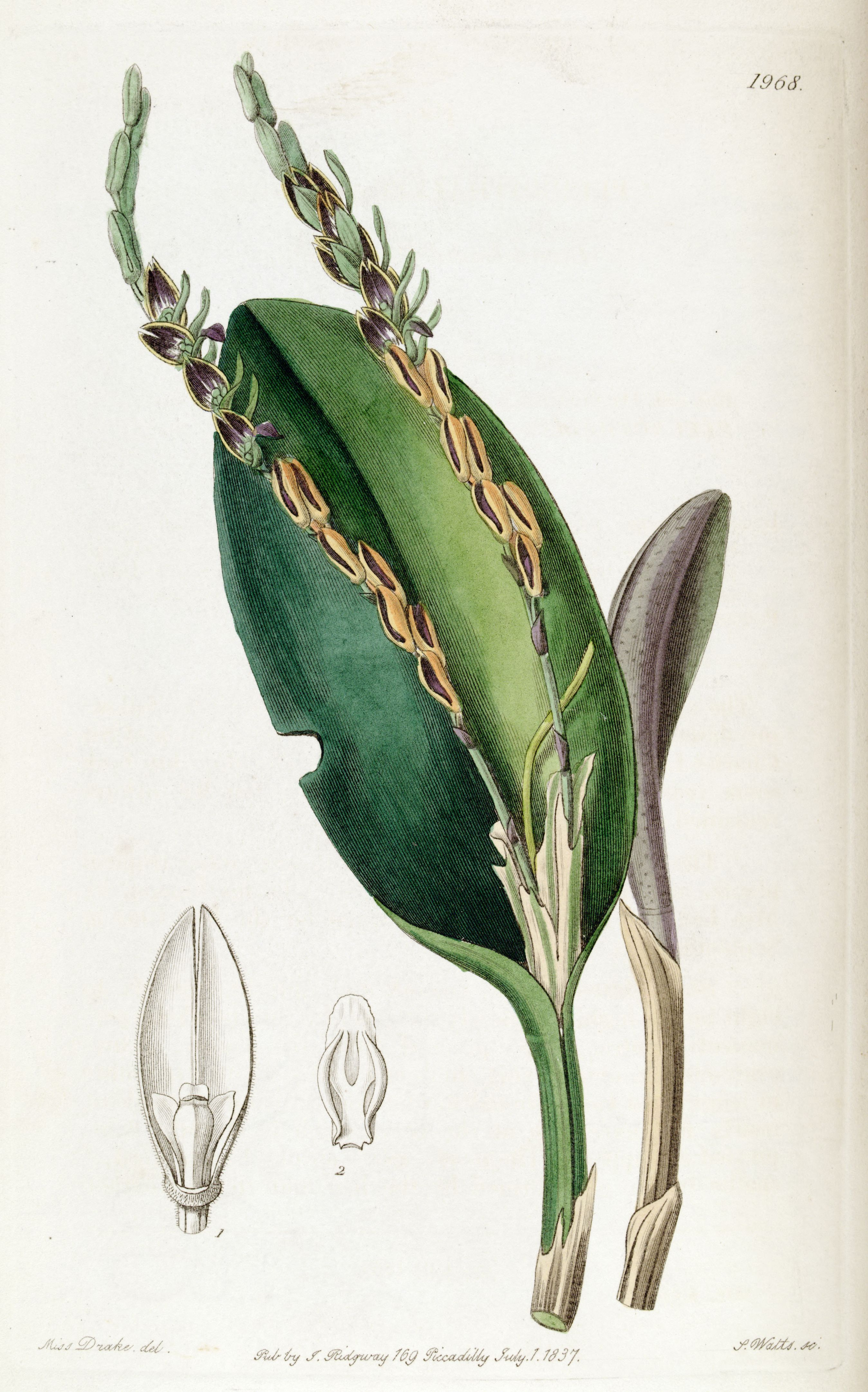
Inflorescencia

## Descripción
Las plantas son grandes, erectas, creciendo cespitosas , muy robustas, tallos cilíndricos y hojas ovadas con espata alargada grande, y la inflorescencia larga con docenas de pequeñas flores abiertas, que parecen la cabeza de un lagarto, amarillo, verde, naranja o más común, casi negro, finamente cubierto con verrugas blancas interna y externamente, con pétalos anchos, cortos y labio trilobales verrugosos y pequeños. Hay variedades más pequeñas, con las hojas más largas que los tallos y otra con tallos mucho más largos que las hojas.

## Distribución y hábitat
Encontrado en Brasil como una orquídea de pequeño tamaño con un hábito epífita,  alargada, con hojas pecioladas en la base y hoja elíptica que florece en la primavera en una inflorescencia laxa con varias flores.

## Taxonomía
Acianthera saurocephala fue descrita por (Lodd.) Pridgeon & M.W.Chase y publicado en Lindleyana 16(4): 246. 2001.
Etimología
Acianthera: nombre genérico que es una referencia a la posición de las anteras de algunas de sus especies.
saurocephala: epíteto latino que significa "con cabeza de lagarto".
Sinonimia
- Humboltia saurocephala (Lodd.) Kuntze
- Pleurothallis saurocephala Lodd.[5][6]